# Архилох
Архило́х (др.-греч. Ἀρχίλοχος, лат. Archilochus; родился предположительно около 689/680 года до н. э., Парос, Греция — умер около 640 года до н. э., там же) — древнегреческий поэт. Родился на острове Парос, был сыном местного аристократа Телесикла и фракийской рабыни Энипо. В юности Архилох был жрецом Деметры на Паросе, позже перебрался на Фасос, стал военным (по одной из версий, наёмником), много скитался по греческому миру и погиб в войне с наксосцами. Об Архилохе рассказывает античная традиция, сложившаяся спустя несколько столетий после его смерти и вобравшая в себя ряд легенд и спорных интерпретаций его произведений. В частности, это легенды о лире, подаренной ему музами, об основании на Паросе культа фаллического Диониса, о сватовстве поэта к дочери Ликамба Необуле; согласно поздним версиям этой истории, оскорблённый отказом Архилох своими хулительными ямбами довёл и Необулу, и её отца до самоубийства. Известен также эпизод, в котором поэт, по его собственным словам, спасся бегством в сражении, бросив свой щит.
В своих стихах Архилох рассказывал о любви, о сражениях, пирах, солдатском быте; о себе он писал как о поэте и воине в одном лице. Его творчество отличалось разнообразием жанров (элегии, басни, гимны, эподы, изобретённые Архилохом ямбы — язвительные стихи). От всех этих произведений сохранился только набор разрозненных фрагментов. Древние высоко почитали Архилоха как поэта, ставя в некоторых случаях наравне с Гомером и Гесиодом и приписывая ему введение ряда новых стихотворных размеров, но при этом критиковали его за злоречие, оправдание трусости и готовность рассказывать о собственных бедах. Исследователи считают Архилоха первым в истории западной культуры лириком — поэтом, который отошёл от эпического стиля и сделал своей главной темой мир личных переживаний. Однако единодушия в вопросе о его влиянии на последующую традицию нет. По мнению одних учёных, это влияние ограничивается римскими интеллектуалами I века до н. э. (в первую очередь Горацием, во вторую Катуллом) и французской поэзией XVIII—XIX веков (Андре Шенье, через него — Огюстом Барбье); по мнению других, Архилох существенно повлиял ещё и на древнегреческую поэзию и драматургию.

## Биография
Сохранилась очень скудная информация о жизни Архилоха. Главным источником по этому вопросу являются дошедшие до нашего времени обрывки его произведений, из которых можно извлечь только отрывочные данные. Собственно биографические факты начали интересовать авторов, писавших об Архилохе, не раньше IV века до н. э., спустя триста лет после его смерти. Из-за столь серьёзной временной дистанции, а также из-за непонимания различий между поэтом и его лирическим героем античная традиция об Архилохе вобрала в себя разного рода предания и интерпретации (порой весьма спорные) отдельных мест из его стихотворений. Отделение таких интерпретаций от фактов является серьёзной проблемой для исследователей.

### Хронология
Точные даты жизни Архилоха неизвестны, а сообщения источников на эту тему противоречивы и не всегда однозначны. Марк Туллий Цицерон пишет, что поэт жил «в правление Ромула» (753—716 годы до н. э.). Колонизацию Фасоса, которой руководил отец Архилоха, Дионисий Галикарнасский датирует 16-й Олимпиадой (716—712 годы до н. э.), а Ксанф — 18-й (708—704 годы до н. э.). В одном из сохранившихся фрагментов поэт упоминает солнечное затмение, и учёные датируют одно из таких явлений 14 марта 711 года до н. э. Наконец, в источниках есть указания на четвёртый год 21-й Олимпиады (693 год до н. э.) как время творческого расцвета Архилоха. Отсюда в XIX веке возникло мнение, что поэт родился примерно в середине VIII века до н. э. или несколько позже (вскоре после основания Рима), в 710—700-х годах до н. э. находился на Фасосе и умер в начале VII века до н. э.
Однако есть и факты, свидетельствующие в пользу более поздних дат. Корнелий Непот называет Архилоха современником не первого царя Рима, а третьего — Тулла Гостилия (правил, как принято считать, в 673—641 годах до н. э.). Расцвет поэта, согласно Паросской хронике, пришёлся на четвёртый год 24-й Олимпиады (681 год до н. э.), а согласно хронике Евсевия Кесарийского — на четвёртый год 28-й Олимпиады (665 год до н. э.). Надпись на надгробии некоего Главка (именно так звали друга Архилоха), обнаруженном на Фасосе в 1955 году, выполнена алфавитом VII века до н. э. Архилох в одном из своих стихотворений упоминает «многозлатого Гигеса» — царя Лидии Гига, правившего в 680—644 годах до н. э., а в другом пишет: «Я оплакиваю несчастье жителей Фасоса, а не Магнесии»; он явно имеет в виду гибель города Магнесия в Карии, разрушенного киммерийцами в конце 650-х годов до н. э. Всё это увеличивает значение того факта, что затмение в стихах Архилоха произошло в полдень, а 14 марта 711 года до н. э. Луна закрыла Солнце в 10.06. В современной науке принято считать, что речь о другом заметном для жителей Эгеиды затмении, датированном 6 апреля 684 года до н. э. Поэт не пишет, что видел это событие сам, из-за чего Аристотель был уверен, что о затмении говорит отец Архилоха, утешающий дочь (её муж погиб во время кораблекрушения). Это означает, что Архилох на момент затмения мог быть ещё совсем молод.
На основании этих данных современные учёные датируют жизнь Архилоха примерно серединой или второй четвертью VII века до н. э. Он мог родиться примерно в 689 году до н. э., до 680 года до н. э., примерно в 680 году до н. э., а умереть примерно в 640 году до н. э.

### Основные события

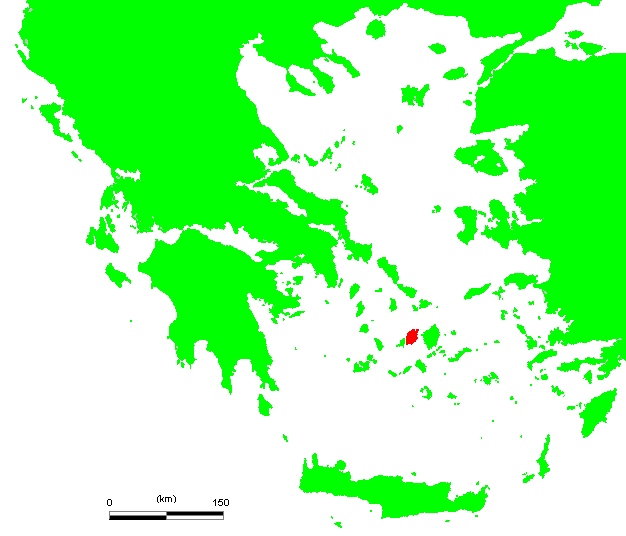
Остров Парос на карте Эгеиды

Архилох родился на острове Парос, входящем в состав Кикладского архипелага. Этот остров представляет собой огромную мраморную глыбу, покрытую тонким слоем почвы. В классическую эпоху паросцы активно вывозили мрамор на продажу, но во времена Архилоха ещё не было спроса на этот товар, так что местным жителям оставалось рыбачить, пасти коз и заниматься малопродуктивным земледелием в глубине долин. Многие уезжали в другие земли. Так поступить пришлось и Архилоху, который к тому же был незаконнорождённым. Его предки по мужской линии принадлежали к местной аристократии: отец по имени Телесикл руководил колонизацией Фасоса, прадед по имени Теллид был жрецом Деметры, вместе с Клеобеей перенёс культ этой богини на тот же Фасос, а в V веке до н. э. стал персонажем картины Полигнота. Вероятно, весь этот род был жреческим и был связан с культом Деметры. Эллины считали, что именно на Паросе богиня узнала о похищении своей дочери Персефоны Аидом, а принёсший ей весть Кабарн стал прародителем местных жрецов. Однако матерью поэта, по его собственным словам, была фракийская рабыня Энипо. В антиковедении существует мнение, что Архилох, рассказывая о своём происхождении, либо намеренно сгустил краски, либо прибег к аллегории: Энипо — это, возможно, персонификация поэзии, придуманная для высмеивания других поэтов и их связи с музами. Но большинство исследователей эту версию отвергает и считает, что Архилох действительно был сыном рабыни, а значит, полукровкой с точки зрения аристократов. Такое происхождение явно сыграло важную роль в судьбе поэта.
Телесикл признал сына, и в архаическую эпоху этого было достаточно, чтобы ребёнок получил гражданские права, но рассчитывать на отцовское наследство Архилох не мог. Согласно легенде, Телесикл получил предсказание о великой судьбе сына, когда вместе со своим соотечественником Ликамбом приехал по поручению паросцев в Дельфы. Пифия сказала ему: «Бессмертным и прославленным будет у тебя, Телесикл, сын, который первым приветствует тебя, прыгнувшего с корабля на милую отеческую землю». С юных лет Архилох продолжал семейную традицию, служа Деметре; он писал гимны в честь этой богини и её дочери, дифирамбы в честь Диониса. Надпись Мнесиепа, датированная III веком до н. э., именно с паросскими культами связывает начало литературной деятельности Архилоха. Согласно этому источнику, Телесиклид, будучи ещё юношей, гнал корову на продажу, но в пути встретил муз, предложивших ему лиру как символ поэтического дара в обмен на корову. Архилох согласился (исследователи констатируют, что этот рассказ очень похож на историю об обращении к поэзии Гесиода). Вскоре он впервые выступил в качестве певца. Произошло это на празднике Артемиды, причём песнь Архилоха прославляла фаллического Диониса. Слушателям она не понравилась как слишком «ямбическая», то есть насмешливая. Архилоха привлекли к суду, но после этого паросские мужчины начали страдать импотенцией, и в Дельфах им объяснили, что это наказание за преследование поэта, любезного богам. Иск был отозван, Архилох отныне пользовался всеобщим уважением, а на Паросе укоренился культ Диониса.

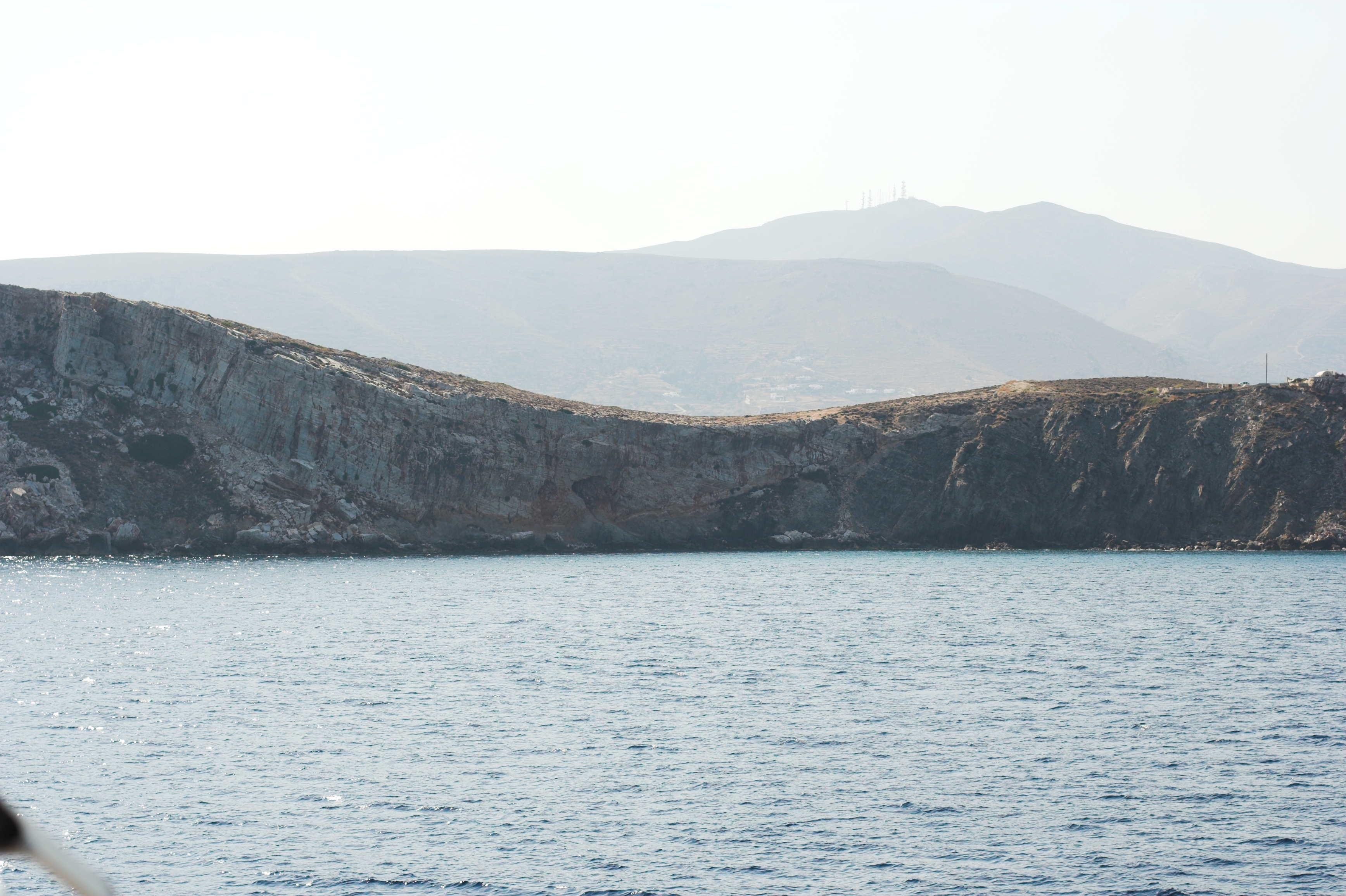
Берег острова Парос недалеко от Священного мыса

Вопреки этой легенде афинский писатель V века до н. э. Критий сообщает, что жизнь Архилоха на родине сложилась не очень хорошо: «Из-за бедности и безденежья он оставил Парос и перебрался на Фасос». Учёные полагают, что между этими двумя островами в те времена существовали тесные связи — вероятно, была даже практика двойного гражданства, так что переселение было вполне обычным делом. Предположительно Архилох оказался на Фасосе спустя примерно 20 лет после основания колонии его отцом; по одной из гипотез, к переезду поэта подтолкнуло ещё и поражение его семьи во внутриполитической борьбе (впрочем, надёжных доказательств этого в источниках нет). В одном из сохранившихся стихотворных фрагментов звучит призыв бросить «Парос и смоковницы его». Однако и на Фасосе жизнь для Архилоха оказалась тяжёлой. Поэт пишет, что этот остров — «невзрачный край, немилый и нерадостный», в котором словно сошлись беды всей Эллады и над которым висит «камень Тантала». Тамошний климат казался Архилоху заметно более суровым, чем климат родины, к тому же колонистам приходилось постоянно сражаться с соседями-фракийцами. С этим связан один из самых известных сохранившихся фрагментов его стихотворений: «В остром копье у меня замешан мой хлеб; и в копье же // Из-под Исмара вино; пью, опершись на копьё» (Исмар — город на южном побережье Фракии).
Именно с войной связана вся последующая жизнь Архилоха. Многие антиковеды полагают, что поэт был наёмником, ссылаясь на две стихотворные строки. В одной он говорит, обращаясь к другу: «Главк, до поры лишь, покуда сражается, дорог наёмник»; в другой — «И, как кариец, прослыву наёмником». Некоторые исследователи с этой гипотезой несогласны, настаивая на том, что в VII веке до н. э. наёмничество в эллинском мире практиковалось редко и что Архилох понят неправильно. В частности, в его обращении к Главку могла иметься в виду пословица о дружбе ради выгоды. Как бы то ни было, жизнь военного Архилоху нравилась, хотя и не позволяла ему выбиться из бедности. В его стихах фигурируют друзья-военные — Главк (предположительно командир одного из отрядов фасосцев), Перикл, начальник Леофил; поэт упоминает стычки с фракийцами из-за золотых рудников на северном побережье, шедшие с переменным успехом. Известно, что в одной такой схватке с племенем саийцев Архилоху пришлось бежать, бросив щит. О себе он пишет как о профессиональном военном, в жизни которого, впрочем, много места занимает поэзия:

Я — служитель царя Эниалия, мощного бога.

Также и сладостный дар Муз хорошо мне знаком.
— Архилох. Фрагмент 1 (1)
Позже Архилох уехал и с Фасоса. Он побывал (возможно, как наёмник) на Эвбее, позже — на берегах реки Сирис в Южной Италии, где, по одной из версий, участвовал в основании жителями Колофона новой колонии. О знакомстве поэта с теми местами известно благодаря сохранившемуся фрагменту, в котором он сравнивает «край, где плещут волны Сириса», с Фасосом не в пользу последнего. В Олимпии Архилох присутствовал на очередных играх и написал в честь победителей торжественный гимн со словами «Тенелла, победитель! Радуйся, о царь Геракл, Тенелла, победитель!». Побывал он и в Спарте, но оттуда ему пришлось сразу уехать: согласно Плутарху, спартанцы приказали Архилоху покинуть их город из-за стихов о том, что лучше потерять оружие в бою, чем погибнуть.
Архилох погиб на родине, будучи, по-видимому, ещё нестарым человеком. Это произошло во время войны с соседями — жителями острова Наксос. По преданию, убийцу Архилоха, некоего Калонда, с позором изгнали из храма Аполлона в Дельфах и навечно лишили права туда входить.

### Дочери Ликамба
Один из наиболее известных эпизодов биографии Архилоха — его сватовство к девушке по имени Необула, дочери паросца Ликамба. Последний дал согласие на брак и устроил торжественный пир по этому поводу, но позже разорвал помолвку. Причиной тому могли стать бедность и низкое происхождение жениха либо разные политические взгляды поэта и Ликамба. «Хлеб и соль ничем не помогли Архилоху для заключения брака», — пишет в связи с этим Дион Хрисостом. Архилох, судя по сохранившимся фрагментам стихов, был влюблён в несостоявшуюся невесту: он упоминает «страстную жажду любовную», «сладко-истомную страсть», мечтает о том, чтобы «Необулы коснуться рукой», пишет, что и «старик влюбился бы // В ту грудь, в те миррой пахнущие волосы». Отказ его разъярил и озлобил. Поэт написал ямбы (обличительные стихи), в которых жестоко посмеялся и над Ликамбом, и над Необулой. Последнюю он называет развратной и уродливой старухой, которая довольствуется случайными неразборчивыми любовниками; при этом Архилох использует даже обсценную лексику.
Источники согласны в том, что сатира Архилоха оказалась очень эффективной; поэт сам пишет в одном из сохранившихся фрагментов, что Ликамб стал посмешищем для всего города. О конкретных последствиях античные авторы сообщают по-разному. Критий (V век до н. э.), по-видимому, не знал о каких-либо трагических обстоятельствах, связанных с этой историей. Однако спустя примерно два века автор текста, сохранившегося на дублинском папирусе, пишет о дочерях Ликамба (неясно, было их две или больше), которые, не вынеся позора, покончили с собой — клевета заставила их «вложить шеи в петли». У Гетулика, жившего в I веке н. э., дочерей Ликамба три, и все они повесились («Знает, плача, Ликамб, петли троих дочерей»), у Юлиана Египетского две, в схолиях Псевдо-Акрона к Горацию Необула — единственная дочь. Псевдо-Акрон уточняет, что отцу Необулы после её гибели пришлось уйти в изгнание, по данным Порфириона, Ликамб тоже покончил с собой, а согласно схолиям к Овидию, повесилась ещё и его жена. Тот же схолиаст приводит взаимоисключающие версии, по которым друзья покойного Ликамба либо заставили Архилоха тоже покончить с собой, либо добились его изгнания, либо просто его убили.
Поэт Диоскорид посвятил судьбе дочерей Ликамба одну из своих эпиграмм, в которой обращается к читателю от имени девушек:

Нет, мы клянемся усопших священною клятвой, Ликамба

Дочери, коим в удел злая досталась молва,

Что ни родителей мы, ни невинности не запятнали,

Пароса также, что всех выше святых островов.

Но против нашего рода бесчестие, что заставляет

Оцепенеть, с клеветой злобно излил Архилох.

Но Архилоха — ни в храме у Геры, ни в улицах людных -

Мы не видали нигде, боги свидетели в том.

Коль похотливыми мы и бесстыдными были б, он, верно,

Не захотел бы от нас деток законных иметь.
— Эпиграммы греческой антологии, VII, 351.
Исследователи уверены в том, что сватовство Архилоха действительно имело место, а вот рассказ о трагическом финале этой истории — легенда, сформировавшаяся в связи с распространёнными представлениями об Архилохе как «злоречивом» поэте и о том, что проклятие, особенно облечённое в стихотворную форму, имеет реальную силу. Отправной точкой могла стать простая путаница. В одном из сохранившихся фрагментов Архилох пишет о дочерях Ликамба: «Склонившись, они извергали всю надменность» (в переводе Вересаева — «И спесь их в униженье вся повыдохлась»); один из древних авторов, по-видимому, понял глагол «наклоняться, поникать головой» как «вешаться», и в результате началось формирование целой ветви античной традиции. Этот процесс шёл как минимум до I века н. э. В XX веке, когда был найден «Кёльнский эпод» Архилоха, появилась новая версия событий: многие антиковеды считают, что Архилох хотел жениться на младшей дочери Ликамба, но последний хотел сначала женить старшую, некрасивую, а поэт от неё отказался.

## Творчество

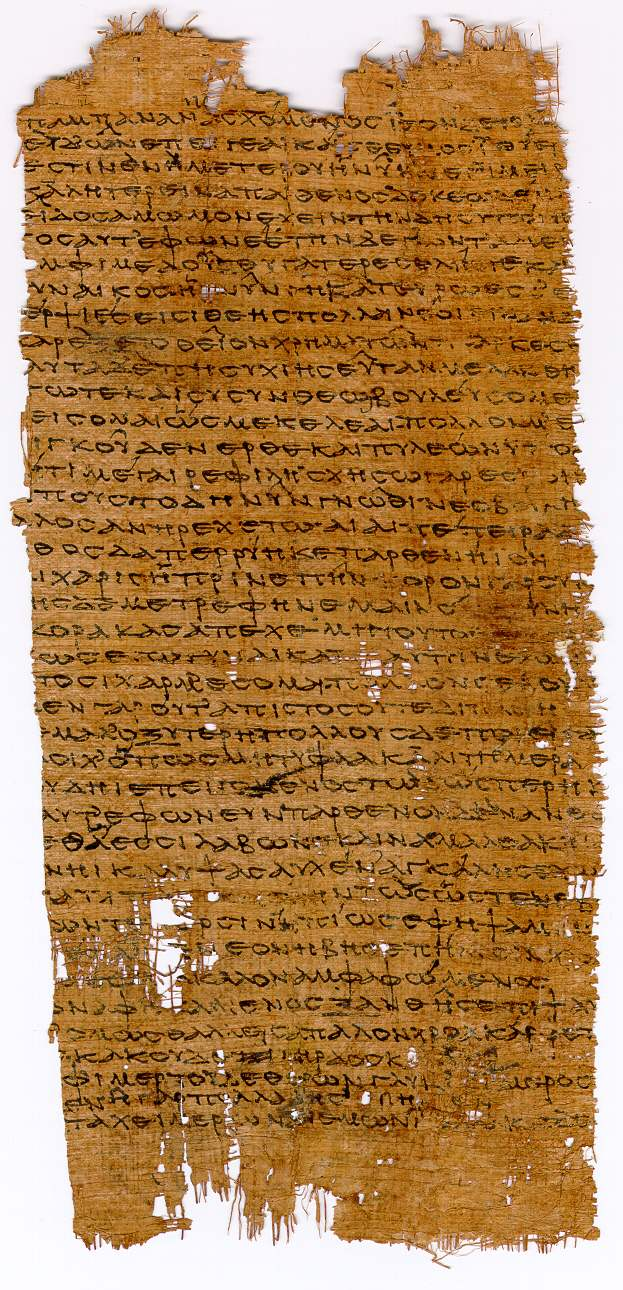
Папирус с фрагментом произведения Архилоха

### Произведения и основные темы
Перу Архилоха принадлежало множество стихотворных произведений разных жанров. При этом ни одно стихотворение не сохранилось полностью — есть только набор разрозненных фрагментов. Всего таких отрывков около 120, и они включают в общей сложности 350 строк. «Перед нами как будто обломки чудесных статуй, — писал об этом Викентий Вересаев, — хорошо ещё, если безголовый торс или цельная конечность; в большинстве это — просто мелкие осколки…». Дополнительная трудность связана с тем, что большая часть фрагментов сохранилась в составе других текстов. Древние авторы подбирали цитаты из Архилоха, преследуя какие-то свои цели, и интерпретировали их определённым образом (в некоторых случаях два автора совершенно по-разному трактовали один отрывок). Восемь фрагментов, в числе которых самые объёмные (если не считать самые поздние папирусные находки), содержатся в антологии Стобея; этого автора интересовали только риторические моменты. Ещё десять отрывков вычленяются из текстов Плутарха, который каждый раз сообщает об обстоятельствах, связанных с появлением конкретных строк. Многие фрагменты содержатся в схолиях к произведениям других античных авторов; схолиасты искали сходство (смысловое или лексическое) между стихами Архилоха и теми текстами, которые они комментировали, так что на основе этих источников могут возникнуть неверные представления о степени влияния и количестве прямых заимствований. Наконец, некоторые отрывки были найдены в лексиконах (в основном в энциклопедии Суда и словаре Гесихия Александрийского), составители которых обращали внимание на отдельные редкие слова, использованные поэтом.
Начало литературной деятельности Архилоха источники связывают с гимнами в честь Деметры и Персефоны, дифирамбами в честь Диониса. К первому периоду его жизни (паросскому) относится, по-видимому, и поэма «О кораблекрушении», написанная в связи с гибелью на море ряда видных паросцев — в том числе мужа сестры Архилоха. Здесь автор уговаривает своих слушателей (в частности, некоего Перикла) мужественно выдерживать удары судьбы и напоминает им, что «стойкость могучая» — бесценный божеский дар, который поможет им в этом. Архилох бросает вызов и судьбе, и блюстителям морали, отказываясь от формальной скорби: «Я ничего не поправлю слезами, а хуже не будет, // Если не стану бежать сладких утех и пиров».
Любовь
К раннему периоду относится и поэма Архилоха о куртизанке Пасифиле. Автор сравнивает свою героиню, окружённую мужчинами, с горной смоковницей, кормящей множество ворон, и впервые выступает здесь как сатирик. В полном объёме эту сторону своего дарования Архилох продемонстрировал в истории с Необулой и Ликамбом, которая произошла на Паросе. Этому сюжету посвящён целый ряд сохранившихся стихотворных фрагментов. В одних поэт рассказывает о своей страсти к несостоявшейся невесте, в других обличает обманувшего его Ликамба и саму Необулу, причём прибегает к явным преувеличениям. Мгновенно перейдя от любви к ненависти, он называет Необулу уродливой и развратной старухой, грубо и грязно оскорбляет её саму и её отца. Андре Боннар в связи с этим отмечает, что Архилох испытывал «жажду растерзать того, кто его задел»; именно эта жажда и сделала поэта родоначальником сатирического жанра. По-видимому, дело здесь не только в оскорблённом самолюбии: Архилох мог действительно любить Необулу, и в результате он стал первым европейским поэтом, в творчестве которого тема любви звучит трагически.
Об этих коллизиях Архилох писал в том числе и в аллегорическом стиле. По-видимому, с несостоявшимся браком связана басня об орле и лисе: эти персонажи заключают дружественный договор, но орёл вскоре похищает лисят, чтобы накормить ими своих птенцов. Орёл уверен, что его вероломство останется безнаказанным. «Взгляни-ка, вот она, скала высокая, // Крутая и суровая, — говорит он лисе, — сижу на ней и битвы не боюсь с тобой». Однако лиса обращается с мольбой к Зевсу, и тот приходит ей на помощь; орёл, украв однажды жертвенное мясо, вместе с ним приносит в гнездо горячие угли, так что птенцы гибнут в огне. Перу Архилоха принадлежат и басня о лисе и обезьяне, которая тоже могла быть завуалированным рассказом о конфликте автора с Ликамбом.
В 1974 году был найден папирусный лист из античного собрания произведений Архилоха с ранее неизвестным текстом — так называемый «Кёльнский эпод». В этом эподе рассказывается о свидании лирического героя (по мнению ряда исследователей, самого Архилоха) с девушкой на цветущем лугу. Девушка убеждает мужчину жениться на Необуле (по-видимому, её сестре), «красавице и скромнице», но тот отвергает это предложение, говоря о развратности и пожилом возрасте предполагаемой невесты. Он страстно хочет жениться на своей собеседнице; уложив её на землю, меж стеблями цветов, мужчина тут же овладевает ею, причём это описывается, по словам исследовательницы Л. Поплавской, «удивительно тактично».

… И груди стал я трогать нежно пальцами;

Явлена юная плоть, заманчивые прелести.

И, к телу прижимаясь столь прекрасному,

Жизненный сок я исторг, лаская кудри светлые.
— Архилох, фрагмент 60 (196а).
Существует мнение, что в Кёльнском эподе Архилох описывает полностью вымышленный эпизод с вымышленными героями.
Война
Перебравшись на Фасос, Архилох начинает писать на новые для него темы. Теперь он предстаёт в стихах как поэт и воин в одном лице: рассказывает о боях с фракийцами, о буднях караульной службы, о весёлых пирах с сослуживцами, о своих друзьях и командирах. Одним из наиболее известных стихотворных фрагментов является тот, в котором поэт говорит о своём копье (в этом оружии у Архилоха и хлеб, и исмарское вино, и он пьёт, опираясь на копьё). Смысл этого двустишия учёные толкуют по-разному: по одной версии, поэт хотел сказать, что и еда, и питьё — это военная добыча, по другой, из-за постоянной угрозы нападения колонисты с Пароса в буквальном смысле не выпускали оружие из рук. Есть и альтернативная гипотеза — о том, что слово dory означает не копьё, а деревянный ящик у корабельного борта, в котором можно было хранить провизию.
Предположительно к этому же стихотворению относится ещё один фрагмент, с предложением другу ходить по кораблю с чашей в руках и черпать вино прямо из бочки: «На страже // Трезвым всю ночь простоять силы не хватит и нам», — констатирует поэт. Таким образом, Архилох признаёт, что солдатский быт очень скучен, но готов найти радость в очень простых вещах. Наксосское вино, которое пили колонисты, он уподобляет никогда не существовавшему исмарскому, и это помогает поэтизировать описываемую им прозаичную действительность.
Судя по другим уцелевшим строчкам, поэт явно предвкушает битвы, которые ему предстоят. Он ждёт момента, «когда бой на равнине зачнёт // Арес могучий», рассказывает о том, как нёс врагам «гибельные гостинцы», как шла упорная схватка «вкруг высоких стен зубчатых». Архилох явно любит солдатскую жизнь, но при этом всегда готов относиться с иронией и к себе самому, и к людям, которые его окружают. В сохранившихся фрагментах его стихов фигурируют друзья автора, которые похваляются выдуманными подвигами, слишком тщеславные командиры, сослуживец, нарушивший данную когда-то клятву. На голову последнего поэт призывает все возможные беды, так как в чувстве товарищества он видит единственную опору. В одном стихотворении Архилох иронично описывает очередной набег на фракийцев: «Мы настигли и убили ровным счётом семерых: // Целых тысяча нас было…»; в другом рассказывает о неудачной стычке, в которой ему пришлось бежать от врага, бросив свой щит. При этом автор не унывает: ведь он избежал гибели и сможет обзавестись новым щитом.

### Мировоззрение и стиль

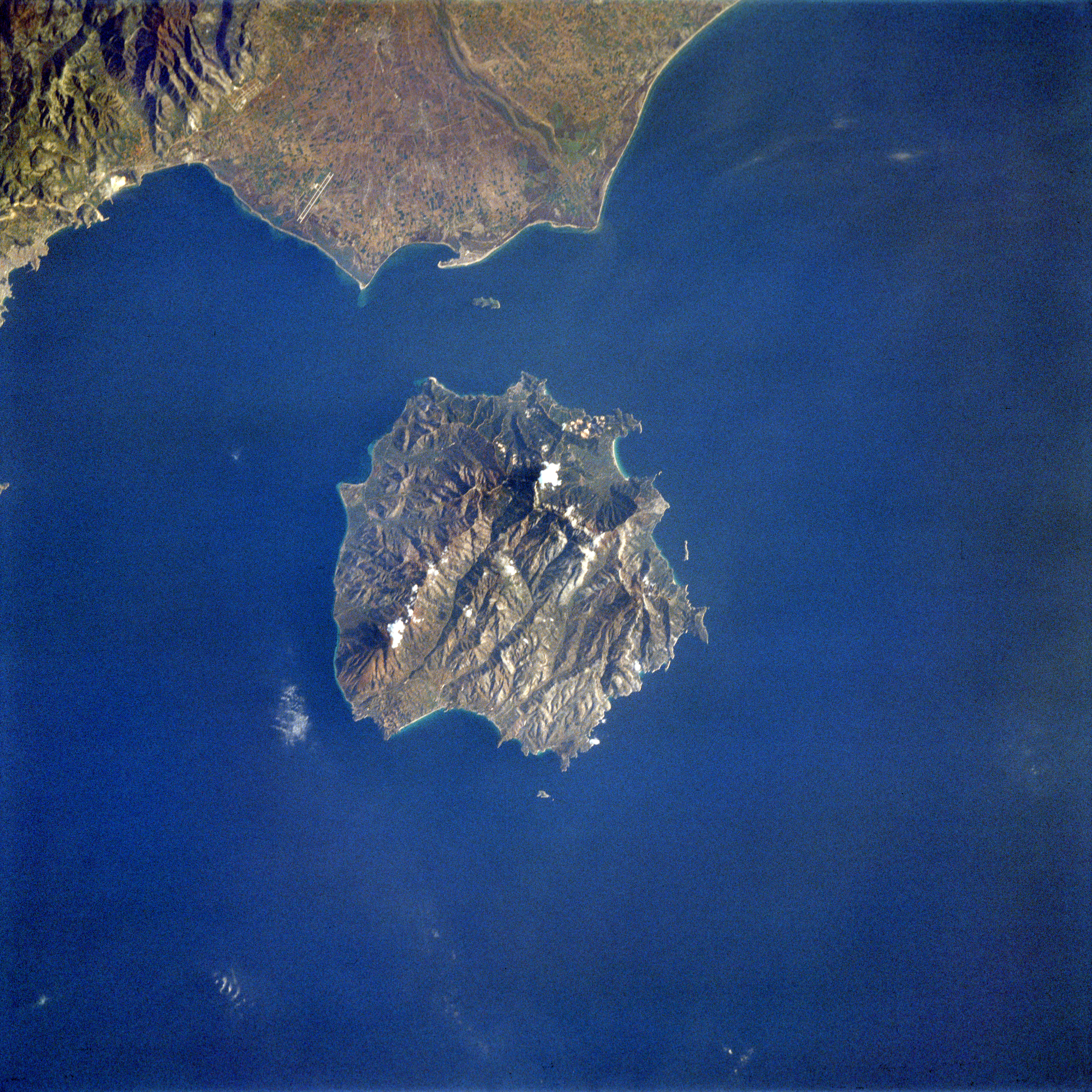
Остров Фасос. Снимок из космоса

Архилох первым из греческих поэтов отобразил в стихах настроение своей эпохи. Это было переломное для Эллады время, связанное с формированием полиса, ожесточёнными социально-политическими конфликтами и «Великой греческой колонизацией». Возможно, именно с внутренней борьбой на Паросе связан разрыв помолвки Архилоха и Необулы: поэт и отец его невесты могли принадлежать к разным политическим лагерям. Чёткой информации о том, каких позиций придерживался Архилох, ни в его стихах, ни в других сохранившихся источниках нет. В одном из стихотворных фрагментов поэт с явным презрением отзывается о простом народе: «Если, мой друг Эсимид, нарекания черни бояться, // Радостей жизни едва ль много изведаешь ты». В другом фрагменте он упоминает некоего Леофила, который «теперь начальник» и «над всем царит»; это могло быть имя нарицательное («любимец народа»), которым Архилох мог обозначить определённый тип политика-демагога, пытающегося снискать расположение толпы и за счёт этого захватить не ограниченную законом власть над родной общиной. Первые отдельные попытки такого рода захвата увенчались успехом как раз при жизни поэта. Позже это явление стали называть «ранней тиранией», и термин «тиран» встречается в одном из фрагментов стихов Архилоха. По мнению антиковеда Гельмута Берве, поэт даёт этому понятию «негативную оценку, не совсем свободную от зависти».
Исследователи отмечают, что в поэзии Архилоха, относящейся к фасосскому периоду, сформировался «характерный стереотип иноплеменника-дикаря в зоне колонизации»: в стихах звучат эпитеты «фракийские собаки», «дикари», «чубатые фракийцы», уточняется, что местные племена жестоко обращаются с пленными. Всё это показывает, что у Архилоха, как и в целом в общественном сознании той эпохи, формировались противопоставление эллинов другим народам и представления об общности всех греческих племён.
Одним из важнейших факторов, повлиявших на мировоззрение и творчество Архилоха, стало его происхождение. Будучи сыном рабыни и аристократа, поэт не мог безоговорочно причислять себя к знати и пользоваться привилегиями этого сословия; он был бедняком, вёл жизнь простого воина и авантюриста, но при этом сохранял некоторые аристократические предрассудки — например, презрение к черни. В результате Архилох не принадлежал ни к одному из двух условных общественно-политических лагерей, существовавших в тогдашней Элладе (ни к демократическому, ни к лагерю знати). Он оказался одиночкой и не чувствовал связи с родным полисом и его традициями. Поэтому в его поэзии соседствуют несочетаемые вещи: возвышенная религиозность и аристократизм с одной стороны (особенно в тетраметрах и элегии к Периклу), цинизм и презрение по отношению к знати и её предрассудкам — с другой.
С этим связан отказ поэта от героического идеала гомеровской традиции. Если для эпического героя превыше всего доблесть, проявленная в бою, и посмертная слава, то Архилох первым из поэтов настаивает на ценности человеческой жизни. «Кто падёт, тому ни славы, ни почёта больше нет // От сограждан», — заявляет он. Хрестоматийным стало иллюстрирующее ту же идею стихотворение Архилоха о брошенном в бою щите:

Носит теперь горделиво саиец мой щит безупречный:

Волей-неволей пришлось бросить его мне в кустах.

Сам я кончины зато избежал. И пускай пропадает

Щит мой! Не хуже ничуть новый могу я добыть.
— Архилох, фрагмент 5 (5).
Человеческая жизнь для Архилоха уникальна и неповторима. Соглашаясь с эпосом, поэт признаёт, что людям всё даруют «судьба и случай», но при этом только от человека зависит, как распорядиться этими дарами. В отличие от Гомера, Архилох уверен в том, что война — не путь к славе, а суровое испытание, в котором необходимо в первую очередь выжить. Отсюда и слова «пусть пропадает щит», и сарказм во фрагменте о том, как тысяча воинов убила семерых, и заявление о неуместности на войне начальника-щёголя с завитыми волосами.
При всём этом эпическая традиция заметно повлияла на поэзию Архилоха. В его стихах встречается множество отдельных слов и устойчивых формулировок-словосочетаний, характерных для поэм Гомера; известно, что в примерно 30 сохранившихся фрагментах (то есть в каждом четвёртом) есть текстовые совпадения с «Илиадой» и «Одиссеей» не короче двух слов, а ещё пять фрагментов представляют собой «пересказы» Гомера — повторение целой фразы (возможно, с «переводом» её на новый стихотворный размер). Характерный пример — обращение Архилоха к Главку («Настроения у смертных, друг мой Главк, Лептинов сын, // Таковы, какие в душу в этот день вселит им Зевс»), в котором антиковеды видят воспроизведение двух строк «Одиссеи»: «Так суждено уж нам всем, на земле обитающим людям, // Что б ни послал нам Кронион, владыка бессмертных и смертных». Обращения к богам, которые регулярно встречаются в сохранившихся отрывках, по-видимому, тоже восходят к какой-то древней традиции, но не эпической; по одной из гипотез, это традиция стихотворных предсказаний (оракулов).
Старая гомеровская лексика в стихах Архилоха оказывается помещённой в новый контекст, из-за чего звучит совсем иначе. В некоторых случаях появляется ироничное звучание («щит безупречный»), в некоторых старый эпитет применяется по отношению к новому предмету, и в результате появляется самостоятельный поэтический образ. Так, прилагательное «прекраснокудрый», которое Гомер использовал в стандартных упоминаниях богинь и женщин, Архилох поместил в описание морской пены. Иногда поэт осознанно разрушает стандартную эпическую формулу. Например, в одном из сохранившихся фрагментов он называет себя «служителем царя Эниалия», а потом добавляет, что ему знаком «сладостный дар муз». Однако в эпосе «служителем» можно было являться только по отношению к музам; называя себя слугой Ареса, Архилох идёт против традиции и выдвигает на первый план личные воинские заслуги.
Стихи Архилоха с его психологией одиночки, интересом к самому себе и осознанием своей индивидуальной ценности — это субъективная поэзия, противостоящая безличному аристократическому эпосу. Поэт «открывает» себя в собственных стихах, пытается описать то, что с ним происходит, и достигает огромных успехов, хотя зачастую ему приходится использовать устаревшие средства (например, гомеровскую лексику). Он полностью преодолевает дистанцию между героем и слушателями, обязательную в эпосе, и специально подчеркивает субъективный момент, противостоящий эпическому нейтрализму. Перед слушателями раскрывается вся жизнь поэта: и дружба, и вражда, и любовь. Свои чувства Архилох передаёт с внешней точки зрения так же, как Гомер, через физические симптомы, но в его случае эти симптомы не видны постороннему наблюдателю; поэт пишет о страсти, «свернувшейся под сердцем» и «пронзающей до костей ужасными мучениями», так что и в таких случаях он крайне субъективен.

### Жанры и стихотворные размеры

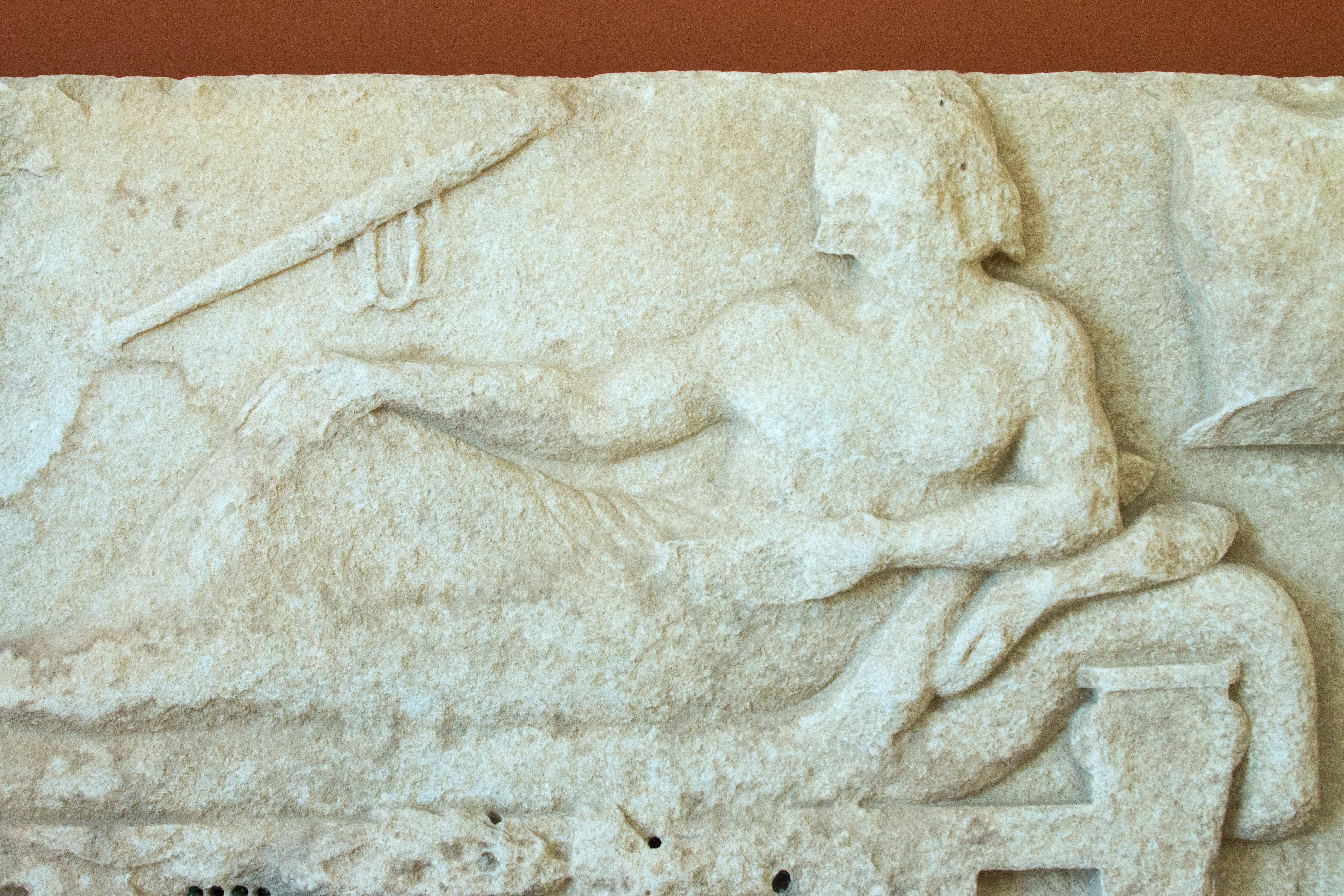
Архилох на рельефе, датируемом примерно 500 годом до н. э. Архитектурный музей в Паросе.

В своём творчестве Архилох обращался к разным видам фольклорной лирики. Он первым из народных песен-поношений насмешливого и обличительного характера (ямбов) создал ямбическую поэзию, в которой сатира, обличение и инвектива (то есть персонально ориентированная насмешка) используются в личной полемике по общественно значимым и частным вопросам. Архилох сочинял стихотворения разных жанров. В частности, это были элегии — изначально стихи погребальной тематики, но в случае Архилоха представлявшие собой размышления на общественно-политические темы. Только одна из элегий, сохранившихся хотя бы фрагментарно, соответствует изначальным требованиям жанра — это стихотворение, посвящённое кораблекрушению у берегов Пароса. Элегии писались специальным элегическим дистихом (подвидом гексаметра), сочетавшим шестистопную строку с пентаметром, состоявшим из двух половинок; схема пентаметра выглядит так: - UU — UU — || - UU — UU -. По некоторым данным, элегический дистих, ставший в дальнейшем одним из самых распространённых размеров античной поэзии, был изобретён именно Архилохом. Кроме того, Архилох создавал гимны, эпиграммы, басни. Он же первым из поэтов начал использовать эпод — стихотворный размер, в котором двустишие состоит из более длинной и более короткой строк, триметра и диметра.
В текстах Архилоха впервые встречаются ещё несколько стихотворных размеров:
- шестистопный ямб (или ямбический триметр), впоследствии господствующий размер в греческой и римской драме[114];
- трохаический тетраметр (восьмистопный хорей) — размер, состоящий из четырёх трохаических диподий[115], причём последняя усечена[113];
- кретик — трохаическая диподия, составная часть тетраметра[113];
- просодиак («метр просодиев», то есть храмовых шествий), называемый ещё эноплий, — соединение спондея, пиррихия, хорея и ямба[113];
- «большой архилохов стих» — шестистопный дактиль, в котором пятая дактилическая стопа заменена на трохаическую диподию[113].

Псевдо-Плутарх приписывает Архилоху ещё и «соединение ямбического стиха с пэоном эпибатом и удлиненного героического — с просодиаком и кретиком». По данным этого же автора Архилоху принадлежат и важные музыкальные нововведения: смешение речевой и музыкальной интонаций (др.-греч. παρακαταλογή) для достижения особого «трагического» эффекта внутри текстомузыкальной композиции и введение инструментального сопровождения пения «нотами более высокого регистра, тогда как древние применяли аккомпанемент только в унисон».

## Память и влияние
В западной культуре Архилох ассоциируется с ямбами, то есть с конфликтной, воинственной, злой поэзией. До сегодняшнего дня он воспринимается как поэт и воин в одном лице в соответствии с фрагментом № 1 его стихов. Как минимум с V века до н. э. в восприятии Архилоха доминировали негативные клише, которые иногда некритично воспроизводятся и в наши дни: его осуждают (в частности, Пиндар и Критий) как поэта-клеветника, прямую противоположность поэтам, пишущим о любви. При этом критики никогда не говорили плохо о литературном даровании Архилоха, обращаясь в основном к двум неприглядным эпизодам его биографии, связанным с потерянным щитом и Необулой.
Больше всего Архилохом интересовались римские интеллектуалы, изучавшие архаическую лирику, и французские поэты эпохи революции; соответственно специалисты выделяют нескольких поэтов, особенно подверженных его влиянию, — это в большей степени Гораций и Андре Шенье, в меньшей — Катулл и Огюст Барбье. На современное восприятие повлиял недавно обретённый кёльнский папирус с описанием сцены секса, который укрепил специалистов, осуждавших Архилоха, в их мнении (например, один из учёных даже назвал поэта психопатом).

### В Греции

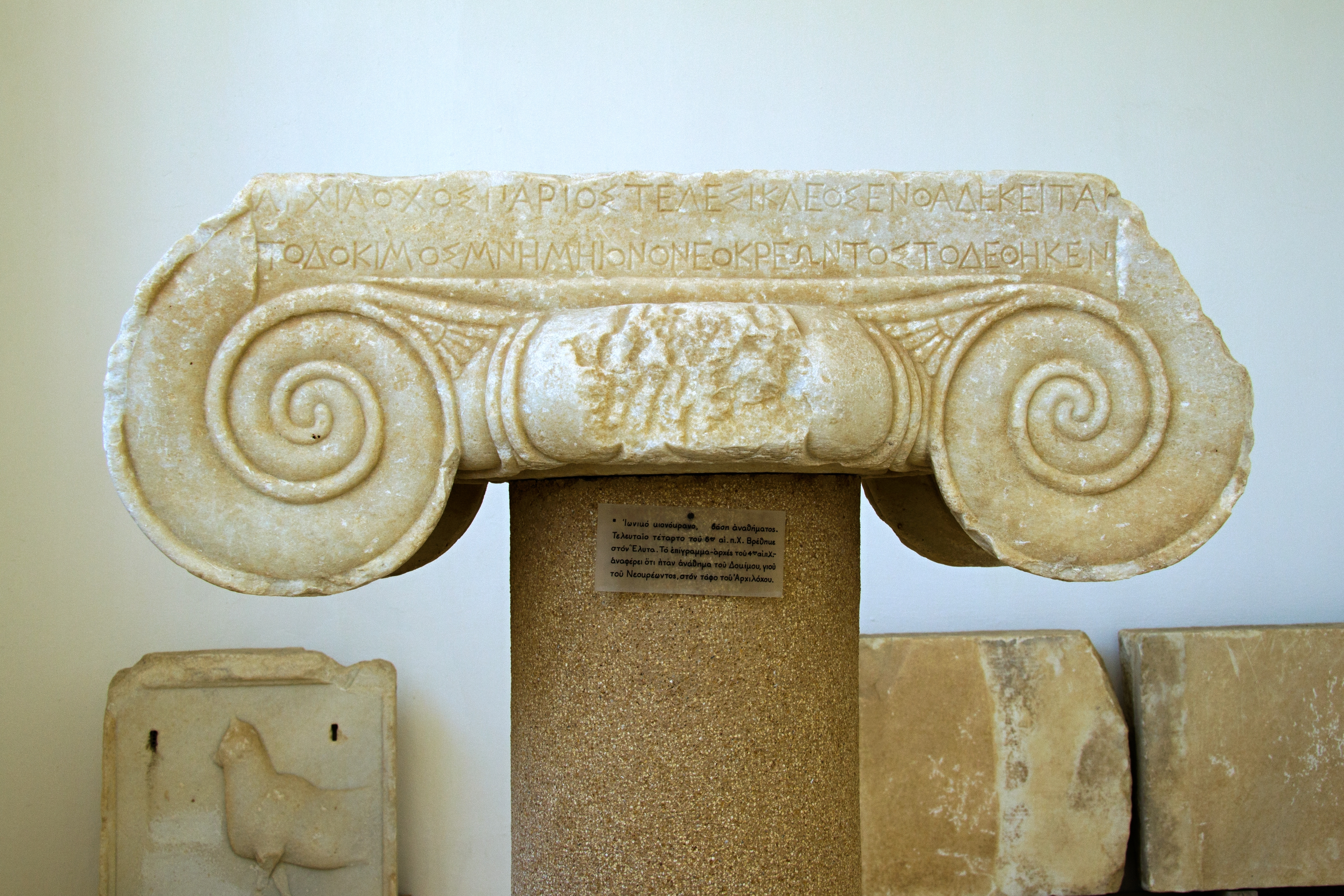
Фрагмент ионической колонны с надписью о жертвоприношении на могиле Архилоха. Примерно 400—380 годы до н. э. Архитектурный музей в Паросе.

Древнейшие источники, рассказывающие об Архилохе, — надписи, говорящие о почитании поэта как героя по крайней мере на родном острове. Важнейшая из них — надпись Мнесиепа на мраморной плите, обнаруженной в 1949 году. Она датирована серединой III века до н. э. и содержит оракул, в соответствии с которым некто Мнесиеп построил героон для прославления Архилоха, а также в честь Диониса и Аполлона. Руины этого святилища сохранились до наших дней; при этом известно, что первый героон Архилоха на Паросе был построен не позже начала V века до н. э. Надпись Сосфена, которую датируют примерно 100 годом или I веком до н. э., содержит извлечения из биографии поэта, написанной Демеем Паросским, и фрагменты его стихов.
Известно, что стихи Архилоха очень рано начали звучать на агонах рапсодов, а гимн в честь Геракла исполнялся на Олимпийских играх. Мотив брошенного в бою щита использовали вслед за этим поэтом Алкей и Анакреонт. Уже в V веке до н. э. творчество Архилоха изучали в рамках школьной программы; доказательство тому антиковеды видят в тексте комедии Аристофана «Мир», где юноша, сын Клеонима, цитирует фрагмент о потерянном щите. К этому моменту явно произошла письменная фиксация текстов. Отсылки к стихам Архилоха содержатся в «Вакханках» Еврипида, «Персах» и «Хоэфорах» Эсхила. Обращение поэта к согражданам («К вам, измученным нуждою, речь, о граждане, моя») было использовано в комедиях Кратина и Евполида и в том же «Мире» Аристофана. Архилох стал заглавным героем комедии Алексида (здесь он, судя по единственному сохранившемуся фрагменту, — счастливый старик), он действует в пьесе «Сафо», созданной представителем «новой комедии» Дифилом. У Кратина была отдельная комедия «Архилохи» (поставлена вскоре после 449 года до н. э.), в которой, судя по названию, поэт был представлен во множественном числе и составлял хор. Древние вообще полагали, что комедия произошла от ямбической поэзии, так что Архилох, по их мнению, оказал большое влияние на развитие драматургии — в том числе на творчество Кратина.
Многие древние авторы высоко оценивали Архилоха как поэта, ставя его в один ряд с Гомером и Гесиодом. Это делал, в частности, Гераклит Эфесский (конец VI — начало V веков до н. э.); Гераклид Понтийский (IV век до н. э.) включил в свой труд «Грамматика» раздел «Об Архилохе и Гомере», в котором пишет, что первый подражал второму, используя эпическую лексику, но при этом стал одним из основателей эллинской поэтической традиции. О «гомероподобности» Архилоха писал Псевдо-Лонгин (I—III века н. э.). «Нельзя найти ни одного поэта, кроме Гомера и Архилоха, — написал в I веке н. э. римский историк Веллей Патеркул, — которые, создав новый род поэзии, достигли бы в нём совершенства». Ещё один автор, поставивший рядом имена этих двух поэтов, — Климент Александрийский (рубеж II—III веков н. э.), который нашёл у них ряд текстовых параллелей. Главк из Регия (V—IV века до н. э.) высоко оценивает творчество Архилоха в своей книге «О древних поэтах». Кто-то из александрийских филологов III века до н. э. (возможно, Лисаний Киренский) подготовил первое критическое издание стихов Архилоха, Аристарх Самосский написал объёмный комментарий, Аполлоний Родосский — книгу «Об Архилохе». Наконец, Мелеагр Гадарский включил стихи паросского поэта в свой сборник «Венок» (начало I века до н. э.), а во вступлении, где каждый из авторов сравнивается с каким-либо растением, уподобил Архилоха чертополоху.
Наряду с высокими оценками звучала и жёсткая критика. Например, Гераклит Эфесский заявил, что «Гомер стоил того, чтобы его выгнали с состязаний и высекли, да и Архилох тоже». Контекст, в котором это прозвучало, неизвестен; существует предположение, что два поэта, по мнению Гераклита, выдумали слишком много вредной лжи о богах и устройстве мира. В сохранившихся фрагментах трудов этого философа можно найти открытую полемику с Архилохом. Так, последний пишет: «И, как сложатся условья, таковы и мысли их» (людей), а Гераклит — что люди «не осознают того, что делают наяву, подобно тому как этого не помнят спящие»; таким образом, поэт считал, что люди обладают ограниченными знаниями о своей повседневной жизни, а философ отказывал им даже в этом. Мнения Архилоха и Гераклита расходились в вопросе о возможности сверхъестественных явлений (первый допускал её, второй — нет) и в вопросе о том, что ждёт павших на войне. «Кто падёт, тому ни славы, ни почёта больше нет // От сограждан», — пишет Архилох. Гераклит ему отвечает: «Убитых Аресом боги чтут и люди».
В памяти древних греков Архилох остался не только как выдающийся поэт, но и как крайне неприятный человек — обладатель тяжёлого характера, любитель злословить и рассказывать о собственных несчастьях. «Издали знаю, в скольких бедах // Тяжкой ненавистью вздувался хулитель Архилох», — пишет в одной из своих пифийских од Пиндар, живший примерно на два века позже (первая половина V века до н. э.). В законченном виде претензии к поэту сформулировал во второй половине V века до н. э. Критий, чьё высказывание сохранилось в составе «Пёстрых рассказов» Клавдия Элиана:

«Ведь если бы, — говорил Критий, — он не ославил себя на всю Грецию, мы не имели бы понятия о том, что он сын рабыни Энипо, что из-за бедности и безденежья он оставил Парос и перебрался на Фасос, а очутившись там, перессорился с фасосцами, ни о том, что и друзей и врагов он поносил в одинаковой мере. Кроме того, — прибавлял Критий, — мы только из уст самого Архилоха узнали о его распутстве, о том, что он был похотлив и разнуздан и ещё хуже того, что он бросил на поле боя свой щит. Архилох самому себе был врагом, оставив по себе такую молву и славу».
— Клавдий Элиан. Пёстрые рассказы, X, 13.
Младший родственник Крития Платон отзывался об Архилохе с большим пиететом, вспоминая ставшую общеизвестной басню о лисе и обезьяне. Однако более влиятельной стала негативная оценка, озвученная Критием. Известно, что Аристотель написал трактат о трёх «злых поэтах» — Архилохе, Еврипиде и Хериле, причём уже в заголовке признал, что интерпретировать их стихи крайне трудно. Живший в IV веке до н. э. ритор Алкидамант констатирует, что его современники знают Архилоха как «злоречивого» поэта, Дион из Прусы называет Архилоха клеветником. К этому прибавились представления об Архилохе как о трусе и воспевателе трусости из-за его стихотворения о щите: так, Плутарх пишет о всеобщей неприязни к поэту жителей Спарты, в которой воина, бросившего щит, считали преступником. Живший во II веке н. э. Секст Эмпирик противопоставил строкам Архилоха знаменитое изречение спартанки, вручающей щит сыну: «С ним, дитя, или на нём» («Со щитом или на щите»). Поэта критиковали и за высказанную им уверенность в том, что скорбь нужно побеждать с помощью «вина и забав».
Влияние Архилоха на греческую литературу исследователи оценивают по-разному. Существует мнение, что на поэзию Архилох практически не повлиял: в частности, ямбический жанр развивался в русле традиции, заложенной Гиппонактом (вторая половина VI века до н. э.). По другому мнению, Архилох оказал определённое воздействие на творчество Сафо, Феогнида, Пиндара, Алкея, некоторых греческих комедиографов.

### В Риме
Поэзия Архилоха заинтересовала (и с технической, и с художественной точек зрения) римских интеллектуалов эпохи поздней республики. Его имя фигурирует в одном из сохранившихся фрагментов стихов сатирика Луцилия (II половина I века до н. э.), где обыгрывается тема солнечного затмения. Марк Туллий Цицерон упоминает Архилоха несколько раз: как современника Ромула, как одного из величайших культурных деятелей наряду с Гомером, Ромулом, Нумой, Пифагором и Платоном, как одного из величайших поэтов наряду с Гомером и Пиндаром. В эпоху Августа имя Архилоха использовалось в литературной полемике как пример истинного таланта, вспоенного вином и противостоящего представителям александрийской поэтики, пьющим только воду.
С паросским поэтом в Риме ассоциировался сатирический жанр как таковой. «Подражая едкости Архилоха», писал Марк Порций Катон (впоследствии Утический) свои ямбы против Квинта Цецилия Метелла Сципиона, отбившего у него невесту; «достойными Архилоха» называет Цицерон политические памфлеты Марка Кальпурния Бибула, направленные против его коллеги по консулату Гая Юлия Цезаря. Гай Валерий Катулл, выдающийся мастер сатирического жанра, использовал разработанный его предшественником ямботрохеический размер, причём в некоторых его стихотворениях влияние Архилоха особенно заметно. Так, в послании «К Катону» автор явно подражает зачину послания Архилоха к Харилаю, а «Кёльнский эпод» делает намного более понятными обвинения поэта в адрес Лесбии.

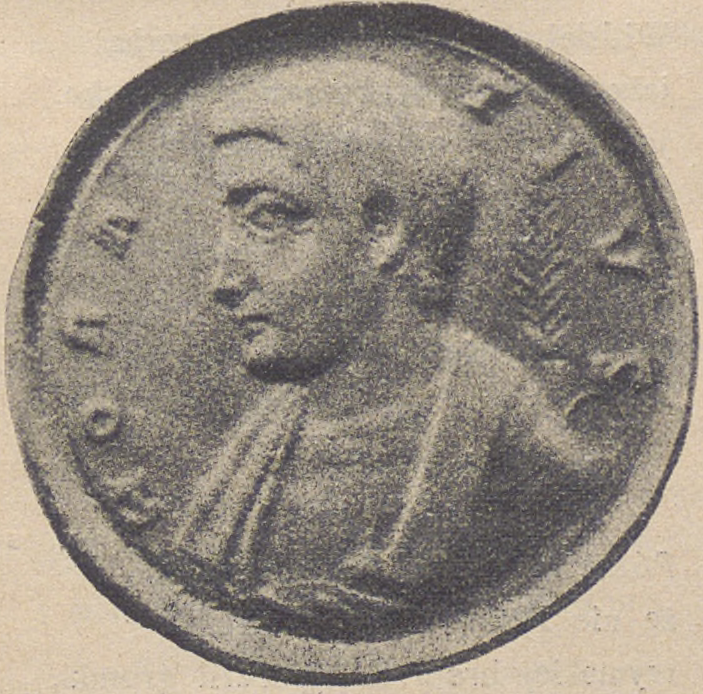
Портрет Горация на старинном медальоне

Дальше всех римлян в качестве последователя Архилоха зашёл Квинт Гораций Флакк. Все стихотворные размеры, использованные этим поэтом в сборнике «Эподы», восходят к греческому образцу. Гораций сам подчёркивает эту связь, делая при этом необходимую оговорку: «…Первый паросские ямбы // Лацию я показал; Архилоха размер лишь и страстность брал я; не темы его, // не слова, что травили Ликамба». Впрочем, в двух случаях заметно и тематическое влияние: когда речь заходит о бездарном поэте Мевии, возмущение заставляет Горация использовать стихи как оружие, а рассказывая о своём участии в битве при Филиппах в 42 году до н. э., поэт сообщает, что спасся бегством, «кинув щит не по-ратному». Эпизод с щитом — самый известный пример влияния Архилоха на римскую литературу.
Паросского поэта и его сатиру упоминает и Публий Овидий Назон в поэме «Ибис». Обращаясь из ссылки к своему врагу, он угрожает ему: «Ежели будешь упрям — то, Ликамбовой кровью окрашен, // Станет оружьем моим вольный язвительный ямб». А ниже звучит проклятие: «Стань тебе твой же лукавый язык причиною казни, // Как для того, кем открыт дерзкий ямбический стих!». Марк Валерий Марциал в одной из своих эпиграмм счёл необходимым подчеркнуть, что стиль Архилоха ему чужд: «Что мне за выгода в том, коль иные считают моими // Стрелы, какие Ликамб кровью своей обагрил?». По-видимому, и Марциал, и Овидий знали паросского поэта только благодаря упоминаниям его имени у Горация. Им был знаком только сюжет о Ликамбе, и поэтому Архилох в их глазах был «злоречивым поэтом». О том же говорит и эпиграмма Гетулика:

Вот Архилоха гробница у берега моря. Когда-то

Первый он скорбную песнь ядом ехидны облил.

И Геликон окровавлен незлобный. Вовек не забудет,

Горько тоскуя, Ликамб петли троих дочерей!

Путник, минуй осторожно могилу насмешника: как бы

Не потревожил ты ос, севших на гробе его.
— Эпиграммы греческой антологии.
Псевдо-Лонгин в своём труде «О сохранившемся» называет Архилоха одним из «гомероподобных» поэтов (наряду со Стесихором), а в другом месте этого сочинения ставит его (по неизвестной причине) в один ряд с Эратосфеном. Квинтилиан с похвалой отозвался о стиле поэта: «Слововыражение у него превосходно, мысли сколько кратки, столько смелы и разительны; вы найдёте в них полноту и силу; так что если он, по мнению некоторых, уступает многим, то сие причесть должно избранному им предмету, а не недостатку ума». Очень позитивно звучит и дистих в жанре эпитафии, который обратил к Архилоху император Адриан: «Здесь погребён Архилох, а на ямбы его вдохновила // Муза, чтоб славой не мог он Меонида затмить». Таким образом, автор констатирует, что, если бы Архилох писал поэмы, он превзошёл бы самого Гомера.
Секст Эмпирик и Гален (II—III века) цитируют Архилоха, но сейчас невозможно определить, были ли они знакомы с первоисточником или взяли цитаты у других писателей. В эпоху поздней античности паросского поэта упоминают в основном как клеветника; его осуждают Юлиан Отступник, Евсевий Кесарийский, Климент Александрийский, Ориген, Синезий Киренский, причём все эти авторы явно не читали его стихи. Григорий Назианзин постарался воспроизвести обличительную силу первоисточника в одном из своих ямбов, и на нём эпоха, когда стихи Архилоха читали, по-видимому, закончилась. Последние произведения античной литературы, в которых упоминается Архилох, — это две эпиграммы Юлиана Египетского (VI век).

### Новое и Новейшее время

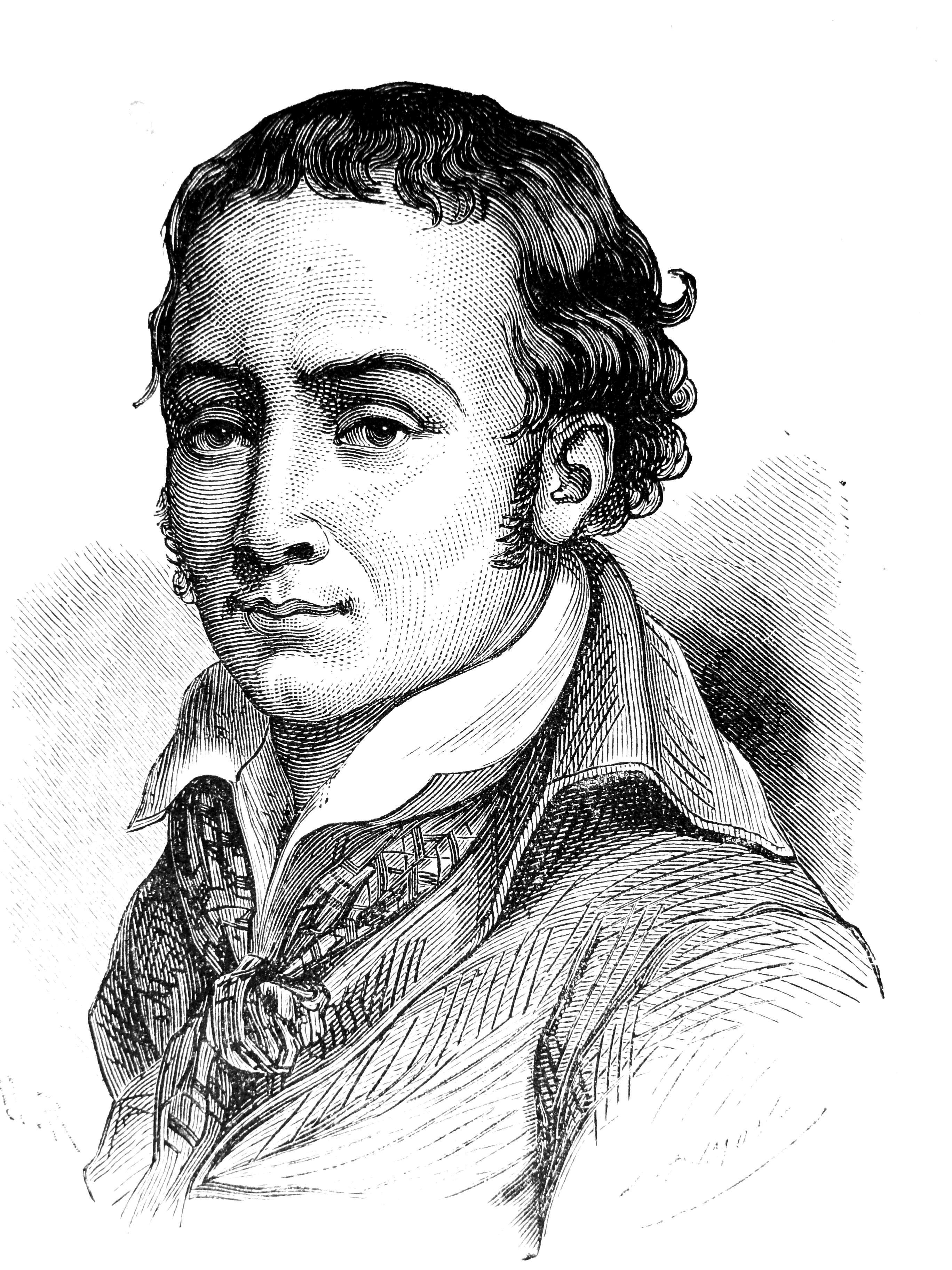
Андре Шенье (1762—1794), наиболее известный последователь Архилоха в эпоху Нового времени. Рисунок А. Руссо.

В Средние века Архилоха немного знали в Византии, но только благодаря упоминаниям и цитатам в текстах других античных авторов. В остальных частях Европы паросский поэт оставался абсолютно неизвестным даже в XVII веке: он только один раз упоминается у Анджело Полициано (XV век), но и это упоминание восходит к Овидию.
Стихотворный жанр ямбов возродился во французской литературе в конце XVIII века благодаря Андре Шенье. В 1794 году, незадолго до своей гибели, этот поэт написал цикл сатирических стихотворений с личными выпадами против оппонентов, так и названный — «Ямбы». В этих стихах чувствуется влияние Архилоха; однако в самом начале Шенье счёл необходимым осудить паросского поэта и дистанцироваться от обличительного характера его стихов. Архилох упоминается вместе с Аристофаном в одной из эпиграмм немецкого поэта Фридриха Клопштока, он фигурирует в одноимённом стихотворении Иоганна Глейма. Ямбическую традицию использовал в книге «Ямбы и поэмы» (1831) французский сатирик Огюст Барбье, чтобы гневно высказаться о современном ему упадке нравов и обожествлении Наполеона. Впрочем, Архилоха он не упоминает и явно находится под влиянием Шенье.
Немецкий поэт Эмануэль Гейбель, писавший стихи в традициях античной классики, посвятил Архилоху цикл стихотворений, включённый в сборник «Классическая книга песен» (1875). Итальянец Джозуэ Кардуччи заложил в название своего сборника «Ямбы и эподы», вышедшего в 1882 году, отсылку к Архилоху и Горацию; ямбическую традицию этот поэт использовал в политической полемике, а Габриеле Д’Аннунцио — против врагов Италии в Первой мировой войне. Фридрих Ницше охарактеризовал творчество Архилоха как центральный пункт между дионисийским и аполлоническим началами.
В новогреческой литературе Архилох фигурирует только в эссе «Гиперархилох» Костаса Варналиса (1958) и стихах Одисеаса Элитиса. Известен один случай музыкальной рецепции этого сюжета — «Фрагменты из Архилоха» американского композитора Лукаса Фосса (1965).
В науке
Исследователи считают Архилоха «первым лирическим поэтом», «первым великим европейским лириком», стоящим у истоков всей западной поэзии, и величайшим поэтом VII века до н. э. Он первым отказался от жанра эпопеи, создал новаторскую структуру стиха, стал зачинателем любовного и сатирического жанров, переосмыслил героический стиль. Антиковеды отмечают «безоглядную откровенность», с которой поэт описывал «чрезвычайно личностное противостояние между внутренним и внешним мирами». Переход Архилоха к изображению человеческих чувств немецкий антиковед Б. Шнелль назвал «открытием духа».
Авторы «Кембриджской истории древнего мира» называют Архилоха «несколько грубоватым, несколько злобным», но при этом «превосходным, хотя и несколько экстравагантным, образцом постгомеровского человека». Поэта относят к наиболее влиятельным интеллектуалам эпохи становления греческих городов-государств (750—500 годы до н. э.) наряду с Гесиодом и некоторыми досократиками. Жизнь Архилоха может считаться примером происходившего в ту эпоху высвобождения личности из-под общинной опеки; при этом новые правила поведения, характерные для городов-государств, тогда ещё не сформировались, и в результате активность мировосприятия, ставшая важнейшей чертой мировоззрения поэта, не определялась какими-либо этическими нормами. Отсюда явное отсутствие цели и незаинтересованность вещами, которые не касались Архилоха напрямую.